# Akella
Akella (Акелла) est une société de logiciels russe spécialisée dans le développement, la publication et la distribution de jeux vidéo et de produits multimédias.

## Historique
Les fondateurs de Akella se sont rencontrés en 1993 et ont décidé de fonder une entreprise ensemble, et, en 1995, ils ont formé Akella.
La société est nommée d'après un personnage du Livre de la Jungle (par Rudyard Kipling), Akela le loup, et son logo est un loup.

## Ludographie
Akella a édité une cinquantaine de jeux
| Année | Titre                                     | Plateforme(s)           | Développeur(s)                              | Editeur(s)                                                                   |
| ----- | ----------------------------------------- | ----------------------- | ------------------------------------------- | ---------------------------------------------------------------------------- |
| 1997  | Postal                                    | Microsoft Windows       | Running With Scissors                       | Ripcord Games, Loki Entertainment, Running With Scissors, Akella (en Russie) |
| 2000  | Sea Dogs                                  | Microsoft Windows       | Akella                                      | Bethesda Softworks                                                           |
| 2001  | Age of Sail II                            | Microsoft Windows       | Akella                                      | Bethesda Softworks                                                           |
| 2002  | Privateers Bounty: Age of Sail II         | Microsoft Windows       | Akella                                      | 1C Company                                                                   |
| 2003  | Postal 2                                  | Microsoft Windows       | Running With Scissors                       | Whiptail Interactive, Running With Scissors, Akella (en Russie)              |
| 2003  | Postal 2: Share the Pain                  | Microsoft Windows       | Running With Scissors                       | Whiptail Interactive, Running With Scissors, Akella (en Russie)              |
| 2003  | Pirates des Caraïbes                      | Microsoft Windows, Xbox | Akella                                      | Bethesda Softworks et 1C Company                                             |
| 2004  | Sabotain : Bafouez les règles             | Microsoft Windows       | Avalon Style Entertainment                  | Akella                                                                       |
| 2004  | Red Skies Over Europe                     | Interactive Vision      | Akella                                      |                                                                              |
| 2005  | Metalheart: Replicants Rampage            | Microsoft Windows       | Numlock Software                            | DreamCatcher and Akella                                                      |
| 2003  | Postal 2: Apocalypse Weekend              | Microsoft Windows       | Running With Scissors                       | Whiptail Interactive, Running With Scissors, Akella (en Russie)              |
| 2005  | Postal 2: Corkscrew Rules!                | Microsoft Windows       | Avalon Style Entertainment                  | Akella                                                                       |
| 2006  | Evil Days of Luckless John                | Microsoft Windows       | Centauri Production                         | CINEMAX, Akella                                                              |
| 2006  | Tanita: Plasticine Dream                  | Microsoft Windows       | Trickster Games                             | Akella                                                                       |
| 2006  | Age of Pirates: Caribbean Tales           | Microsoft Windows       | Akella                                      | 1C Company                                                                   |
| 2006  | Sakura Wars                               | Microsoft Windows       | Sega, Red Entertainment                     | Akella                                                                       |
| 2006  | Sakura Wars 2                             | Microsoft Windows       | Sega, Red Entertainment                     | Akella                                                                       |
| 2007  | Tarr Chronicles: Sign of Ghosts           | Microsoft Windows       | Quazar Studio                               | Akella                                                                       |
| 2007  | Galactic Assault: Prisoner of Power       | Microsoft Windows       | Wargaming.net                               | Akella                                                                       |
| 2007  | Inhabited Island: Prisoner of Power       | Microsoft Windows       | Orion                                       | Akella                                                                       |
| 2007  | Hard to Be a God                          | Microsoft Windows       | Burut CT                                    | Nobilis, Akella                                                              |
| 2007  | Swashbucklers: Blue vs Grey               | Microsoft Windows       | Akella                                      | 1C Company                                                                   |
| 2007  | Empire Above All                          | Microsoft Windows       | Icehill                                     | Akella                                                                       |
| 2007  | Inhabited Island: The Earthling           | Microsoft Windows       | Step Creative Group                         | Akella                                                                       |
| 2007  | Dead Mountaineer's Hotel                  | Microsoft Windows       | Electronic Paradise                         | Akella                                                                       |
| 2009  | A Stroke of Fate: Operation Valkyrie      | Microsoft Windows       | SPLine                                      | Akella                                                                       |
| 2009  | A Stroke of Fate: Operation Bunker        | Microsoft Windows       | SPLine                                      | Akella                                                                       |
| 2009  | Age of Pirates 2: City of Abandoned Ships | Microsoft Windows       | Akella                                      | Playlogic                                                                    |
| 2009  | PT Boats: Knights of the Sea              | Microsoft Windows       | Akella                                      | Battlefront.com et Akella                                                    |
| 2010  | Disciples III: Renaissance                | Microsoft Windows       | .dat                                        | Kalypso Media, Akella                                                        |
| 2010  | PT Boats: South Gambit                    | Microsoft Windows       | Akella                                      | Battlefront.com, Akella                                                      |
| 2011  | Disciples III: Resurrection               | Microsoft Windows       | .dat                                        | Akella                                                                       |
| 2011  | Postal III                                | Microsoft Windows       | TrashMasters Studios, Running with Scissors | Akella                                                                       |